# Емона
Емона је била римски каструм. Налазила се у области где је пловна река Наупорт долазила најближе замку на брду, служећи трговини између градских досељеника — колониста из северног дела Италије — и остатка царства.
Од касног 4. до касног 6. века, Емона је била седиште епископије која је имала интензивне контакте са миланским црквеним кругом, што се огледало у архитектури ранохришћанског комплекса дуж Ерјавчеве улице у данашњој Љубљани.